# DK King of Swing
DK: King of Swing (ぶらぶらドンキー, Burabura Donkī, Swing Donkey) est un jeu vidéo développé par Paon et édité par Nintendo sur Game Boy Advance en 2005.

## Intrigue
Demain est le jour du grand tournoi « Jungle en folie », qui détermine qui sera le prochain héros de la jungle. Malheureusement, King K. Rool a volé les médailles, les prix de la compétition, et s'est proclamé lui-même le héros de la jungle.

## Système de jeu
Le principe du jeu consiste à récupérer les médailles que King K. Rool a volé au Kong. Le joueur aider Donkey Kong à franchir les niveaux en s'accrochant à des prises, en utilisant les boutons L et R de la Game Boy Advance.

## Développement
Le jeu est dévoilé durant l'E3 2004.